# SHGb02+14a无线电信号

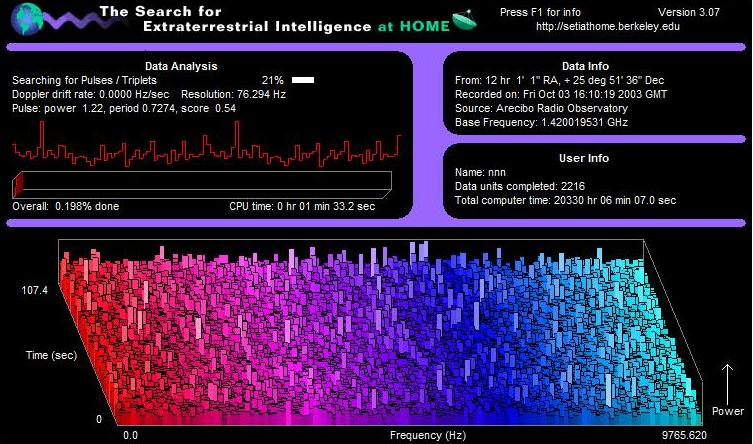
SHGbo2+14a無線電信號

SHGb02+14a无线电信号是搜寻地外文明计划（SETI）截获的一个疑似外星信号，由SETI@home于2003年3月发现，并于2004年9月1日公布。
该信号总共被观察到三次，信号的频率为1420兆赫兹，这一频率属于氢的主要特征频率之一，因而被认为可能是由外星生命所发出。同时，也有很多科学家对此表示怀疑，他们认为这很可能只是自然现象而已。